# Abiko (Chiba)

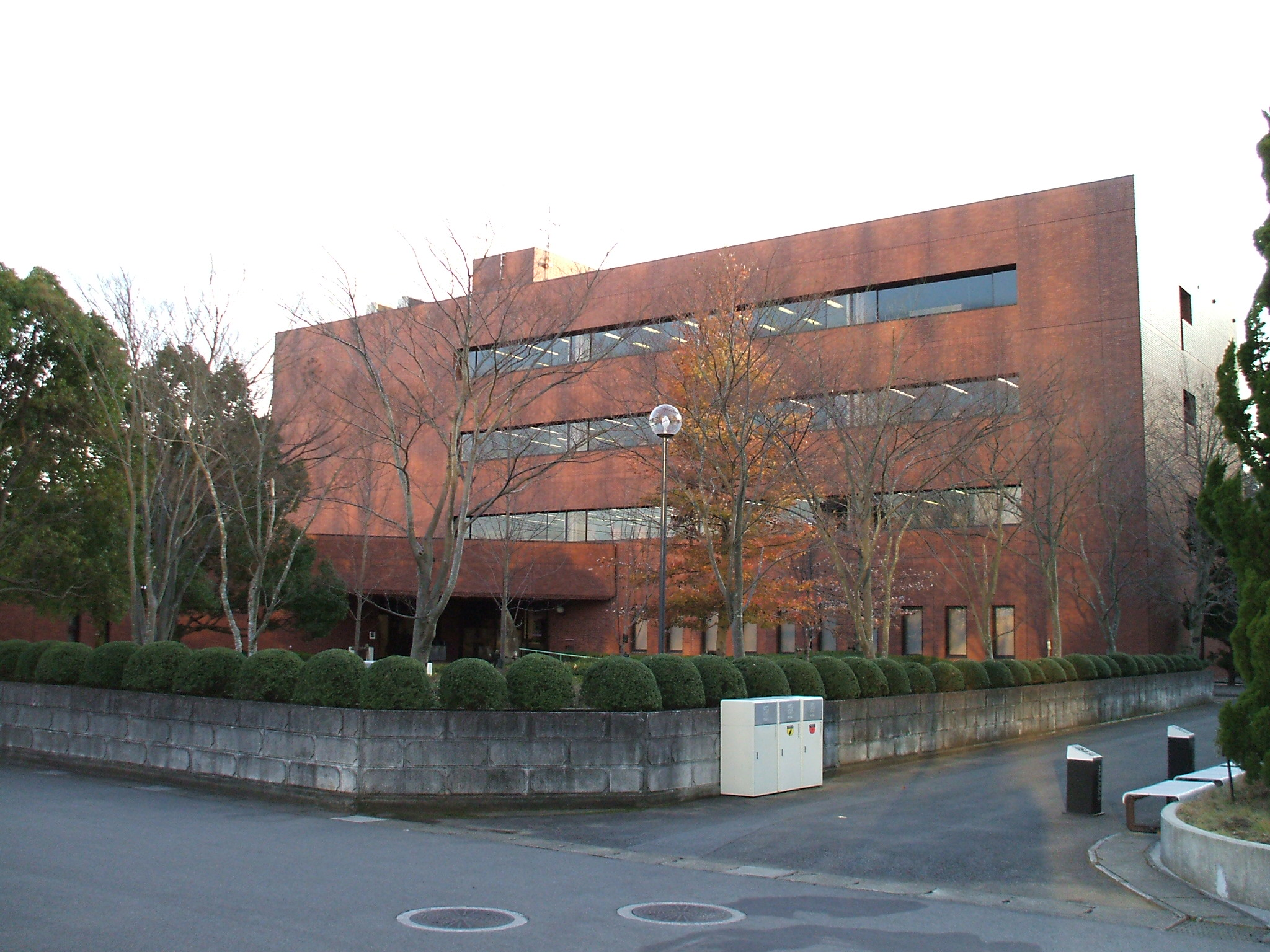
Biblioteca de la Universidad de Chuo Gakuin.

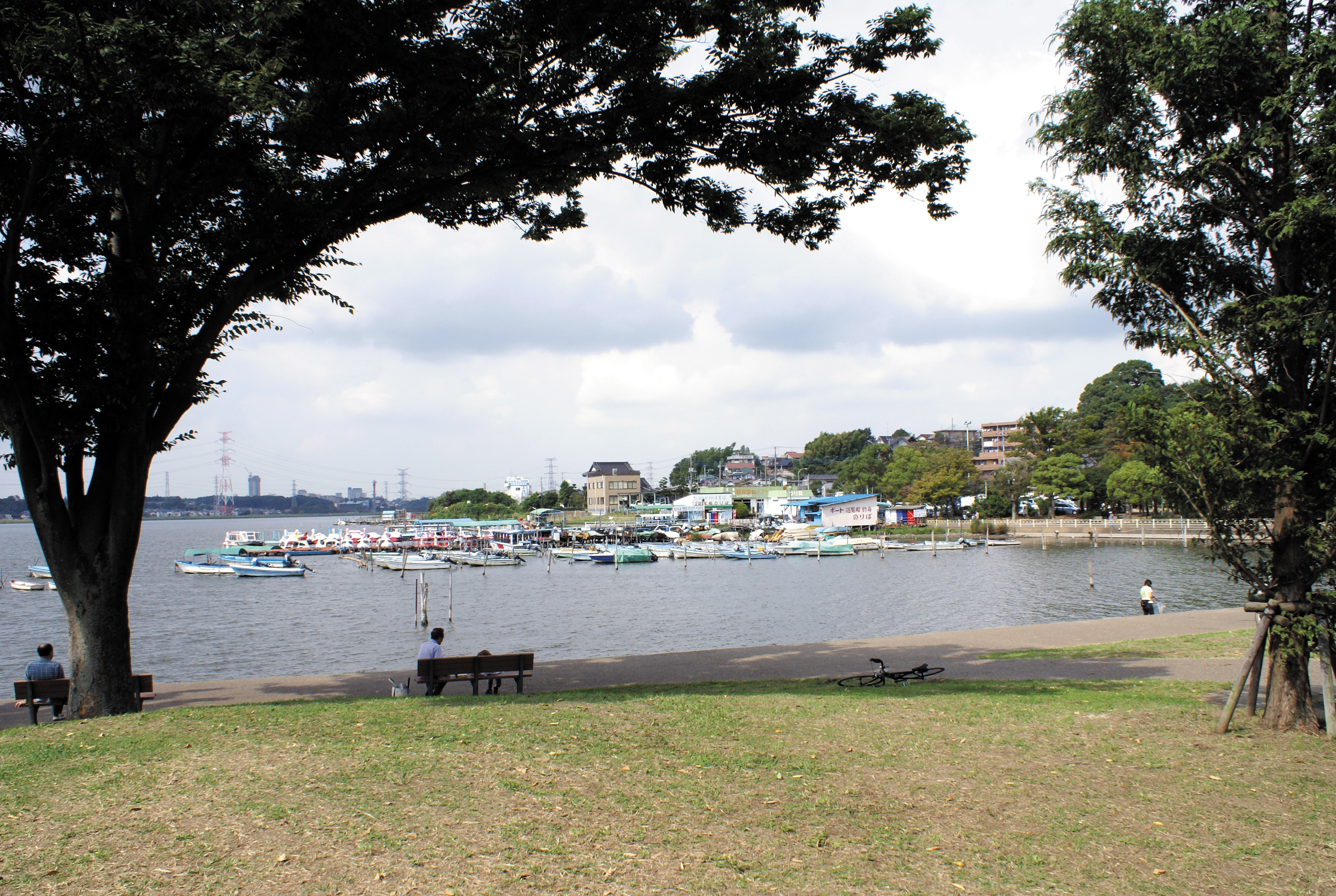
Laguna Teganuma y el parque del mismo nombre, en la ciudad de Abiko

Abiko (我孫子市 Abiko-shi?) es una ciudad localizada al noroeste de Prefectura de Chiba, Japón, forma parte del área del Gran Tokio.

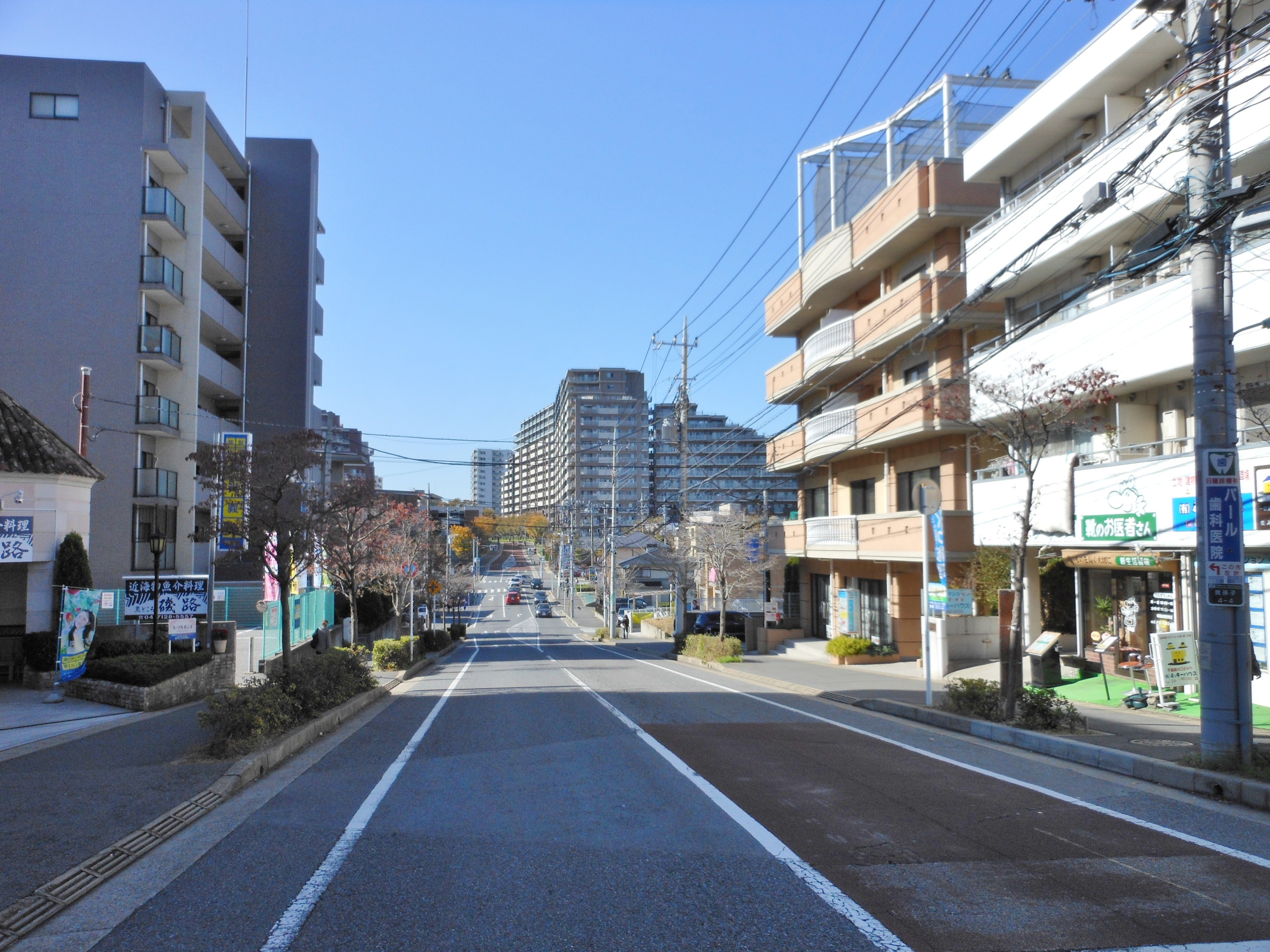
Avenida en la ciudad de Abiko

La ciudad fue fundada el 31 de marzo de 1971.
El nombre de la ciudad significa literalmente "Mi nieto".
Al 1 de diciembre de 2013, la ciudad tenía un estimado poblacional de 131.801 habitantes y una densidad de población de 3,050 personas por km². El área total del municipio es de 43,19 km².

## Geografía
Abiko se encuentra en el extremo noroeste de la prefectura de Chiba, bordeada por el norte por el río Tone.
Abiko limita con las municipalidades de Toride (取手市) Y Tone (利根町-北相馬郡) pertenecientes a la Prefectura de Ibaraki, y de Kashiwa (柏市) e Inzai (印西市) pertenecientes a su misma Prefectura de Chiba.

### Clima
| Parámetros climáticos promedio de Abiko (2010–2020) | Parámetros climáticos promedio de Abiko (2010–2020) | Parámetros climáticos promedio de Abiko (2010–2020) | Parámetros climáticos promedio de Abiko (2010–2020) | Parámetros climáticos promedio de Abiko (2010–2020) | Parámetros climáticos promedio de Abiko (2010–2020) | Parámetros climáticos promedio de Abiko (2010–2020) | Parámetros climáticos promedio de Abiko (2010–2020) | Parámetros climáticos promedio de Abiko (2010–2020) | Parámetros climáticos promedio de Abiko (2010–2020) | Parámetros climáticos promedio de Abiko (2010–2020) | Parámetros climáticos promedio de Abiko (2010–2020) | Parámetros climáticos promedio de Abiko (2010–2020) | Parámetros climáticos promedio de Abiko (2010–2020) |
| Mes                                                 | Ene.                                                | Feb.                                                | Mar.                                                | Abr.                                                | May.                                                | Jun.                                                | Jul.                                                | Ago.                                                | Sep.                                                | Oct.                                                | Nov.                                                | Dic.                                                | Anual                                               |
| --------------------------------------------------- | --------------------------------------------------- | --------------------------------------------------- | --------------------------------------------------- | --------------------------------------------------- | --------------------------------------------------- | --------------------------------------------------- | --------------------------------------------------- | --------------------------------------------------- | --------------------------------------------------- | --------------------------------------------------- | --------------------------------------------------- | --------------------------------------------------- | --------------------------------------------------- |
| Temp. máx. abs. (°C)                                | 18.0                                                | 21.3                                                | 24.6                                                | 28.9                                                | 34.4                                                | 34.5                                                | 36.7                                                | 39.2                                                | 35.9                                                | 32.1                                                | 24.3                                                | 22.6                                                | 39.2                                                |
| Temp. máx. media (°C)                               | 9.0                                                 | 9.8                                                 | 13.8                                                | 18.4                                                | 23.7                                                | 25.7                                                | 29.8                                                | 31.5                                                | 27.3                                                | 21.6                                                | 16.3                                                | 11.1                                                | 19.8                                                |
| Temp. media (°C)                                    | 3.3                                                 | 4.5                                                 | 8.3                                                 | 12.8                                                | 18.3                                                | 21.2                                                | 25.1                                                | 26.6                                                | 22.7                                                | 17.0                                                | 11.1                                                | 5.7                                                 | 14.7                                                |
| Temp. mín. media (°C)                               | -1.7                                                | -0.3                                                | 3.2                                                 | 7.6                                                 | 13.6                                                | 17.6                                                | 21.8                                                | 23.1                                                | 19.2                                                | 13.2                                                | 6.6                                                 | 0.9                                                 | 10.4                                                |
| Temp. mín. abs. (°C)                                | -7.2                                                | -6.9                                                | -3.4                                                | -1.1                                                | 5.3                                                 | 9.7                                                 | 15.1                                                | 15.9                                                | 10.0                                                | 4.2                                                 | -1.8                                                | -5.0                                                | -7.2                                                |
| Precipitación total (mm)                            | 50.5                                                | 63.5                                                | 98.4                                                | 124.9                                               | 112.3                                               | 149.9                                               | 126.2                                               | 82.5                                                | 211.6                                               | 236.4                                               | 84.3                                                | 58.4                                                | 1398.9                                              |
| Días de lluvias (≥ 1 mm)                            | 4.4                                                 | 6.4                                                 | 9.1                                                 | 10.0                                                | 8.5                                                 | 11.6                                                | 10.6                                                | 7.0                                                 | 11.5                                                | 10.8                                                | 8.1                                                 | 5.8                                                 | 103.8                                               |
| Horas de sol                                        | 206.9                                               | 166.1                                               | 189.1                                               | 187.0                                               | 210.9                                               | 147.9                                               | 173.5                                               | 210.6                                               | 143.4                                               | 133.9                                               | 153.6                                               | 175.6                                               | 2098.5                                              |
| Fuente n.º 1: Agencia Meteorológica de Japón        |                                                     |                                                     |                                                     |                                                     |                                                     |                                                     |                                                     |                                                     |                                                     |                                                     |                                                     |                                                     |                                                     |
| Fuente n.º 2: Agencia Meteorológica de Japón        |                                                     |                                                     |                                                     |                                                     |                                                     |                                                     |                                                     |                                                     |                                                     |                                                     |                                                     |                                                     |                                                     |